# Force Works
Force Works fue el nombre de diferentes equipos de superhéroes ficticios que aparecen en los cómics estadounidenses publicados por Marvel Comics.

## Historial de publicación
La primera versión de Force Works apareció por primera vez en el cómic de la serie de Force Works # 1 (julio de 1994) en el que fueron creados por los escritores Dan Abnett y Andy Lanning e inicialmente atraídos por Tom Tenney. El equipo se formó a partir de los restos de los Vengadores de la Costa Oeste, después de que el líder Iron Man abandonara a los Vengadores debido a una disputa interna. Force Works mantuvo una perspectiva diferente a la de los Vengadores, tratando de anticiparse a los desastres naturales y provocados por el hombre.
La segunda versión de Force Works fue mencionada en Civil War #6.

## Biografía ficticia

### De las cenizas de los Vengadores de la Costa Oeste
Force Works comenzó poco después de que los Vengadores de la Costa Oeste se disolvieran. Tony Stark, también conocido como el héroe Iron Man, trató de formar un grupo de superhéroes con una filosofía diferente a la de sus predecesores, especialmente la rama de los Vengadores de la Costa Este: no solo detendrían los desastres, sino que los evitarían. El equipo estaba compuesto inicialmente por Iron Man, U.S. Agent, Spider-Woman (Julia Carpenter), Bruja Escarlata y Hombre Maravilla. Al final de su primera misión, Hombre Maravilla fue considerado muerto a manos del invasor Kree, y poco después el alienígena Century tomó su lugar. El grupo usó una combinación de La Computadora del Caos, una supercomputadora que usaba la información entrante para predecir eventos futuros, y los poderes hexadecimales de la Bruja Escarlata para intentar prevenir problemas mundiales importantes.
Force Works usó una instalación de Stark Enterprises conocida como The Works como su base. El edificio estaba totalmente equipado para el uso del equipo; contaba con potentes sistemas de seguridad y sigilo e incorporaba nanotecnología que repararía el edificio si se dañara. Fue mantenido por un personal de Industrias Stark, dejando a Force Works para centrarse en sus funciones. La instalación también fue administrada por un sistema de inteligencia artificial llamado PLATO (Operador táctico analítico logístico piezoeléctrico). Los trabajos también incluían alojamiento y alojamiento de entrenamiento y también podían producir holografías con luz dura.
Aunque Force Works estaba liderado oficialmente por la Bruja Escarlata, Iron Man a menudo actuaba de forma insubordinada y tomaba sus propias decisiones durante sus misiones. Más tarde, se reveló que Iron Man estaba bajo la influencia del villano viajero en el tiempo Kang el Conquistador (incluso más tarde se reveló que era su futuro yo Inmortus disfrazado). El equipo libró varias batallas, existió por menos de dos años y se disolvió. La mayoría de sus miembros se reunieron con los Vengadores o se hundieron en la oscuridad.
Poco después de la desintegración del grupo, Tony Stark murió en sus intentos por recuperar el control de sí mismo de "Kang" y fue reemplazado por una versión más joven de realidad alternativa de sí mismo. El Stark original no permaneció muerto por mucho tiempo, debido a los eventos que culminaron en la historia de "Heroes Reborn".

### Force Works en la Iniciativa Cincuenta Estados
Una nueva versión de Force Works fue mencionada como activa y enviada a Iowa como parte de la Iniciativa de los Cincuenta Estados. Aunque ningún miembro fue mostrado o incluso nombrado. Según el editor Tom Brevoort en una entrevista a Newsarama, podría ser que el equipo esté formado por nuevos superhéroes, algunos podrían ser héroes "pro-reg" existentes y otros podrían ser héroes establecidos "con una mejora".
Force Works fue mencionado nuevamente como un equipo en Iron Man: Director de S.H.I.E.L.D. # 33, cuando Máquina de Guerra fue enviado al espacio para lidiar con el ataque de Skrulls. Al investigar un satélite Stark, descubrió a Cybermancer allí, y Máquina de Guerra dio a entender que ella era miembro de Force Works.

## Miembros
- Iron Man
- Century[5]
- Cybermancer
- Moonraker
- Bruja Escarlata[6]
- Spider-Woman[7][8]
- U.S. Agent
- Máquina de Guerra[9]
- Hombre Maravilla

## Colecciones
| Título                                      | Material recogido | Fecha de publicación | ISBN                          |
| ------------------------------------------- | --- | -------------------- | ----------------------------- |
| Avengers/Iron Man: Force Works              | Force Works #1–15, Force Works: Ashcan Edition; Century: Distant Sons #1; material from Iron Man/Force Works Collectors' Preview                          | Mayo de 2016         | 978-1302900564                |
| Iron Man/War Machine: Hands of the Mandarin | War Machine #8–10, Iron Man #310–312, Force Works #6–7 and material from Marvel Comics Presents #169–172                                                  | Mayo de 2013         | 978-0785184287                |
| Avengers: The Crossing                      | Avengers #390–395, The Crossing #1, Timeslide #1; Iron Man #319–325; Force Works #16–22; War Machine #20–25; Age of Innocence: The Rebirth of Iron Man #1 | Mayo de 2012         | 978-0785162032 978-0785162032 |

## En otros medios

### Televisión
- El grupo se adaptó al elenco de apoyo de la serie animada Iron Man de 1994–1996. Para la serie, Hawkeye apareció en lugar del U.S. Agent (aunque sí apareció en la adaptación de ocho temas de la caricatura). Poco después de que los personajes fueron escritos fuera de la serie, Force Works fue cancelada en el número 22 (abril de 1996).